# Río Lengüelle
El río Lengüelle es un río gallego, que discurre por la provincia de La Coruña. Es un afluente del río Tambre por su margen derecha.
El Lengüelle está considerado un buen río truchero.

## Recorrido
Nace en el municipio de Cerceda en los Montes de Acebedo a unos 350 m de altura, atravesando una pequeña parte de este municipio, para a continuación formar el límite entre los municipios de Trazo y Oroso, entre los que entrega sus aguas al río Tambre, cerca del lugar de Vilar, en Trazo y el de Estación de Oroso, en el de Oroso. Su longitud total es de cerca de 27 km y su cuenca hidrográfica abranca un área de 328 km².

## Afluentes
Los principales afluentes del río Lengüelle son los ríos Cabrón y Pontepedra por la izquierda.

## Régimen hídrico
Es un curso de régimen pluvial, de tipo oceánico, correspondiendo a unas precipitaciones medias en su cuenca de 1600 mm anuales.

## En la cultura popular
A pesar de la poca importancia geográfica del río Lengüelle, tuvo la suerte de que Eduardo Pondal le dedicase unos de sus poemas.